# Shady XV
Shady XV — друга компіляція американського лейблу Shady Records, що вийшла 24 листопада 2014 р. Є 15-им релізом за 15-річну історію компанії (що відображено у назві) й містить найкращі хіти її артистів, зокрема Емінема, 50 Cent, Slaughterhouse, Bad Meets Evil, D12 та Yelawolf. Виконавчий продюсер: Eminem. Виконавчий співпродюсер: Пол Розенберг.

## Реліз та промоція
У червні 2014 Eminem почав використовувати у твітах гештеґ «SHADYXV». У серпні він одягнув футболку з фразою «Shady XV» на останньому шоу The Monster Tour у Детройті, штат Мічиган. 25 серпня 2014 репер твітнув «Yes it's official… #SHADYXV Black Friday»., анонсувавши вихід у Чорну п'ятницю, що випадало на 28 листопада. Пізніше того ж дня на сайтах виконавця й лейблу з'явилися офіційні подробиці проекту, підтверджено «In da Club» 50 Cent (2003) та «Lose Yourself» Емінема (2002). Реліз є подвійним, перший диск містить новий матеріал теперішніх артистів лейблу з участю запрошених гостей.
13 жовтня Eminem опублікував на Instagram відео з описом «Back to basics! Here's the cover for #SHADYXV out 11/24», де показав обкладинку платівки. На ній зображено чорно-червону хокейну маску, створену Каззелом Інком, під двома схрещеними бензопилами. Треклист оприлюднили 29 жовтня.
10 листопада на VEVO відбулась прем'єра SHADY CXVPHER з участю Емінема, Slaughterhouse та Yelawolf. 22 листопада вийшов мікстейп Shady Classics. Гост: DJ Whoo Kid.

## Сингли
25 серпня 2014 відбулась прем'єра першого окремку «Guts Over Fear». Прем'єра прев'ю відбулась у трейлері стрічки «The Equalizer», оприлюдненому 15 серпня. 4 листопада став приступним «Y'all Ready Know» гурту Slaughterhouse, того ж дня оприлюднили відеокліп. 11 листопада в етері Shade 45 відбулась прем'єра «Detroit Vs. Everybody».

## Комерційний успіх
Платівка дебютувала на 3-ій сходинці Billboard 200 з 148 297 копіями, проданими за перший тиждень у США. Результат за другий тиждень — 21-ше місце, 28 474 копій; за третій — 37-ме, 18 тис. копій; за четвертий — 54-те, 17 тис.; за п'ятий — 51-ше, 19 тис.

## Список пісень
| Диск 1 (Диск X) | Диск 1 (Диск X)                                                              | Диск 1 (Диск X) | Диск 1 (Диск X)                                                     | Диск 1 (Диск X) |
| #               | Назва                                                                        | Автор | Виконавці                                                           | Тривалість      |
| --------------- | ---------------------------------------------------------------------------- | --- | ------------------------------------------------------------------- | --------------- |
| 1.              | «ShadyXV» (прод.: Eminem)                                                    | Маршалл Мезерс, Вільям Скваєр | Eminem                                                              | 5:01            |
| 2.              | «Psychopath Killer» (прод.: Boi-1da; Just Blaze, The Maven Boys [співпрод.]) | Домінік Вікліфф, Раян Монтґомері, Мезерс, Луїс Ресто, Майкл Ета, Меттью Семюелс, Зейл Епштейн, Бретт Крюґер, Денієл Дейлі, Джастін Сміт | Slaughterhouse з участю Eminem та Yelawolf                          | 5:19            |
| 3.              | «Die Alone» (прод.: Eminem; Luis Resto [дод. прод.])                         | Мезерс, Ресто | Eminem з участю Kobe                                                | 3:36            |
| 4.              | «Vegas» (прод.: Eminem; Luis Resto [дод. прод.])                             | Мезерс, Монтґомері, Ресто | Bad Meets Evil                                                      | 5:36            |
| 5.              | «Y'all Ready Know» (прод.: DJ Premier)                                       | Вікліфф, Монтґомері, Джоелл Ортіз, Джо Бадден, Крістофер Мартін                                                                         | Slaughterhouse                                                      | 3:51            |
| 6.              | «Guts Over Fear» (прод.: Emile Haynie, John Hill; Eminem [співпрод.])        | Мезерс, Ресто, Емайл Гейні, Джон Гілл, Сіа Фурлер                                                                                       | Eminem з участю Sia                                                 | 5:01            |
| 7.              | «Down» (прод.: Conrad Clifton)                                               | Ета, Кліфтон Роджерс, Дон Нікс | Yelawolf                                                            | 3:26            |
| 8.              | «Bane» (прод.: Mr. Porter; Marv Won [співпрод.])                             | Денаун Портер, Марвін О'Ніл, Ондре Мур, Руфус Джонсон, Вон Карлайл                                                                      | D12                                                                 | 4:24            |
| 9.              | «Fine Line» (прод.: Eminem; Luis Resto [дод. прод.])                         | Мезерс, Ресто | Eminem                                                              | 5:07            |
| 10.             | «Twisted» (прод.: Eminem; Luis Resto [дод. прод.])                           | Мезерс, Ресто, Ета, Голлі Гаферманн, Герб Руні                                                                                          | Skylar Grey, Eminem, Yelawolf                                       | 4:59            |
| 11.             | «Right for Me» (прод.: Eminem; Luis Resto [дод. прод.])                      | Мезерс, Ресто | Eminem                                                              | 4:57            |
| 12.             | «Detroit Vs. Everybody» (прод.: Statik Selektah, Eminem)                     | Мезерс, Монтґомері, Деджа Трімбл, Денієл С'юелл, Шон Андерсон, Патрік Беріл, Джеймс Браун, Пітер Беверідж, Енді Джеймс, Джон Тротті     | Eminem, Royce da 5'9", Big Sean, Danny Brown, Dej Loaf, Trick-Trick | 5:57            |
| 57:14           |                                                                              | |                                                                     |                 |

| Бонус-трек європейського видання | Бонус-трек європейського видання    | Бонус-трек європейського видання                | Бонус-трек європейського видання | Бонус-трек європейського видання |
| #                                | Назва                               | Автор                                           | Виконавець                       | Тривалість                       |
| -------------------------------- | ----------------------------------- | ----------------------------------------------- | -------------------------------- | -------------------------------- |
| 13.                              | «Till It's Gone» (прод.: WillPower) | Ета, Вільям Вашинґтон, Майк Гартнетт, Метт Гейс | Yelawolf                         | 4:36                             |

| Диск 2 (Диск V) | Диск 2 (Диск V)                                                                             | Диск 2 (Диск V) | Диск 2 (Диск V)                                        | Диск 2 (Диск V) |
| #               | Назва                                                                                       | Автор | Виконавці                                              | Тривалість      |
| --------------- | ------------------------------------------------------------------------------------------- | --- | ------------------------------------------------------ | --------------- |
| 1.              | «I Get Money» (з Curtis (2007); прод.: Apex)                                                | Кертіс Джексон, Вільям Стенберрі, Кірк Робінсон                                                                                            | 50 Cent                                                | 3:43            |
| 2.              | «Purple Pills» (з Devil's Night (2001); прод.: Eminem, Jeff Bass)                           | Карлайл, Дешон Голтон, Джонсон, Мезерс, Мур, Портер, Джефф Бесс                                                                            | D12                                                    | 5:04            |
| 3.              | «Lose Yourself» (із саундтреку «Восьма миля» (2002); прод.: Eminem, Jeff Bass, Luis Resto)  | Мезерс, Бесс, Ресто | Eminem                                                 | 5:26            |
| 4.              | «Cry Now (Shady Remix)» (з Eminem Presents: The Re-Up (2006); прод.: Witt & Pep)            | Обі Трайс, Девітт Мур, Браян Джонсон, Джозеф Скотт, Дон Робі, К. Луїс, Д. Кемпбелл, Стенлі Бентон, Реймон Джонсон, Карлайл, Антуан Роджерс | Obie Trice, Kuniva, Bobby Creekwater, Ca$his, Stat Quo | 5:09            |
| 5.              | «Let's Roll» (з Radioactive (2011); прод.: The Audibles, Mr. Pyro; Eminem [співпрод.])      | Ета, Джиммі Ґіаннос, Домінік Джордан, Дас Сіммонс, Джейсон Бойд                                                                            | Yelawolf з участю Kid Rock                             | 3:54            |
| 6.              | «Hammer Dance» (з Welcome to: Our House (2012); прод.: AraabMuzik)                          | Монтґомері, Бадден, Ортіз, Вікліфф, Ана Ореллана, Джонатан Девіс, Реджинальд Арвізу, Джеймс Шаффер, Девід Сільверія, Браян Велч            | Slaughterhouse                                         | 3:43            |
| 7.              | «P.I.M.P.» (з Get Rich or Die Tryin' (2003); прод.: Mr. Porter)                             | Джексон, Портер | 50 Cent                                                | 4:09            |
| 8.              | «You Don't Know» (з Eminem Presents: The Re-Up (2006); прод.: Eminem, Luis Resto)           | Мезерс, Джексон, Крістофер Ллойд, Реймон Джонсон, Ресто                                                                                    | Eminem, 50 Cent, Ca$his, Lloyd Banks                   | 4:17            |
| 9.              | «My Band» (з D12 World (2004); прод.: Eminem)                                               | Портер, Мур, Голтон, Карлайл, Джонсон, Мезерс, Ресто, Стів Кінґ                                                                            | D12                                                    | 4:58            |
| 10.             | «Wanna Know» (із Second Round's on Me (2006); прод.: Emile)                                 | Трайс, Вільям Джонс, Денніс Веббер, Гейні                                                                                                  | Obie Trice                                             | 4:03            |
| 11.             | «Wanksta» (із саундтреку «Восьма миля» (2002); прод.: J-Praize)                             | Джексон, Джон Фрімен | 50 Cent                                                | 3:44            |
| 12.             | «The Setup» (з Cheers (2003); прод.: Dr. Dre)                                               | Трайс, Андре Янґ, Майк Елізондо, Натанієл Гейл                                                                                             | Obie Trice з участю Nate Dogg                          | 3:13            |
| 13.             | «In da Club» (з Get Rich or Die Tryin' (2003); прод.: Dr. Dre)                              | Джексон, Янґ, Елізондо | 50 Cent                                                | 3:12            |
| 14.             | «Fight Music» (з Devil's Night (2001); прод.: Dr. Dre, Scott Storch)                        | Карлайл, Голтон, Джонсон, Мезерс, Мур, Портер, Янґ, Елізондо                                                                               | D12                                                    | 4:21            |
| 15.             | «Pop the Trunk» (з Trunk Muzik 0-60 (2010); прод.: WillPower)                               | Ета, Вашинґтон | Yelawolf                                               | 3:48            |
| 16.             | «Lose Yourself» (Original Demo Version) (бонус-трек); прод.: Eminem, Jeff Bass, Luis Resto) | Мезерс, Бесс, Ресто | Eminem                                                 | 3:00            |
| 65:57           |                                                                                             | |                                                        |                 |

| Бонус-трек Best Buy | Бонус-трек Best Buy             | Бонус-трек Best Buy    | Бонус-трек Best Buy      | Бонус-трек Best Buy |
| #                   | Назва                           | Автор                  | Виконавці                | Тривалість          |
| ------------------- | ------------------------------- | ---------------------- | ------------------------ | ------------------- |
| 17.                 | «Don't Front» (прод.: Katalyst) | Мезерс, Кеньятта Блейк | Eminem з участю Buckshot | 4:46                |

Семпли
- «Shady XV» містить семпли з «My Kinda Lover»; автор і виконавець: Біллі Скваєр.
- «Down» містить семпли з «Going Down»; автор: Дон Нікс, виконавець: Фредді Кінґ.
- «Twisted» містить семпли із «Synthetic Substitution»; автор: Герб Руні, виконавець: Мелвін Блісс.
- «Detroit vs. Everybody» містить семпли з «Funky Drummer» (автор і виконавець: Джеймс Браун) та зі «Static on the Frequency» (автори: Пітер Беверідж, Енді Джеймс і Джон Тротті, виконавець: Пітер Беверідж).
- «I Get Money» містить семпли з «Top Billin'»; автор: Кірк Робінсон, виконавець: Audio Two.
- «Cry Now» містить семпли з «Blind Man»; автори: Джозеф Скотт і Дон Робі, виконавець: Боббі «Блу» Бленд.
- «Hammer Dance» містить семпли з «Falling Away from Me»; автор: Джонатан Девіс, Реджинальд Арвізу, Джеймс Шаффер, Девід Сільверія й Браян Велч, виконавці: Korn.
- «Wanna Know» містить семпли з «It Couldn't Be Me»; автори: Вільям Джонс і Денніс Веббер, виконавці: Power of Zeus.

## Чартові позиції

### Тижневі
| Чарт (2014)               | Найвища позиція |
| ------------------------- | --------------- |
| Австрія                   | 13              |
| Валлонія                  | 68              |
| Канада                    | 1               |
| Нідерланди                | 75              |
| Німеччина                 | 8               |
| Польща                    | 38              |
| США                       | 3               |
| US Compilation Albums     | 1               |
| US Top R&B/Hip-Hop Albums | 1               |
| Фландрія                  | 26              |
| Франція                   | 32              |
| Швейцарія                 | 7               |

### Річні
| Чарт (2015)               | Найвища позиція |
| ------------------------- | --------------- |
| Канада                    | 32              |
| США                       | 104             |
| US Rap Albums             | 10              |
| US Top R&B/Hip-Hop Albums | 13              |

## Сертифікації
| Країна | Сертифікація | Наклад   |
| ------ | ------------ | -------- |
| США    | Золотий      | 500 тис. |